# Robert Burian
Robert Burian (* 4. duben 1982, Nitra) je slovenský DJ, producent, který působí na hudební scéně od roku 2003. Na Slovensku je nejvíce známý jako tvůrce hudby pro Egův letní hit „Žijeme len raz“, kterému byl i producentem. Úspěšné jsou i mnohé jeho remixy známých slovenských i zahraničních singlů.

## Sólová alba
| Název      | Detaily                                                                              | Ocenění | Prodej | Nejvyšší zaznamenaná pozice v žebříčcích |
| ---------- | ------------------------------------------------------------------------------------ | ------- | ------ | ---------------------------------------- |
| Sound Park | Datum vydání: 1. únor 2010 Vydavatelství: Forza Music Formát: CD, digitální download | –       | –      | –                                        |

### Single, remixy
Single
- „Soul Tonic Mono Label Sampler“ feat. Anto Vitale / Soulbasics / Pleasure Bar (2006)
- „Uma Beldade (Housemusic)“ feat. Mike Romeo (2006)
- „Doom“ (2008)
- „Orion“ (2009)
- „Pro Life“ feat. Talla 2XLC (2010)

Remixy
- „Freedom“
- Grenz and Burian – „Chapter One“
- „Vegas“
- Talla 2XLC vs. Robert Burian – „Déjà Vu“
- Grenz & Burian – „Loveshy“
- „Collapse“
- Marcus Schössow & Robert Burian – „Kofola“
- „Supersize“
- „Saloon“
- „Forum“
- „Recovery“
- Robert Burian vs. Miro Žbirka – „Seven Days / 22 dní“
- „Sound Park / Nudei“
- Robert Burian feat. Zdenka Predna – „You“
- Talla 2XLC & Robert Burian – „Dynamo“
- „Boomerang“

#### Skladby umístěny v žebříčcích
| Rok  | Skladba                                                      | SK Top 100 | SK Top 50 domáce | SK Top 100 Digital | CZ Top 100 | CZ Top 50 domáce | CZ Top 20 YouTube hudobné klipy | CZ Top 100 Digital | Album          |
| ---- | ------------------------------------------------------------ | ---------- | ---------------- | ------------------ | ---------- | ---------------- | ------------------------------- | ------------------ | -------------- |
| 2012 | „Žijeme len raz“ (Ego prod. Robert Burian)                   | 1          | 1                | 35                 | 3          | 2                | 1                               | 71                 | Žijeme len raz |
| 2012 | „Vianoce sú zas“ (Rádio Expres ft. Ego; prod. Robert Burian) | 33         | 5                | –                  | –          | –                | –                               | –                  | –              |
| 2014 | „Veľký plán“ (ft. Igor Kmeťo)                                | –          | –                | 85                 | –          | –                | –                               | –                  | –              |
| 2014 | „Čistá duša“ (Kontrafakt prod. Robert Burian)                | –          | –                | 100                | –          | –                | –                               | –                  | Navždy         |
| 2014 | „Higher ground“ (ft. Nikolas)                                | –          | –                | 87                 | –          | –                | –                               | –                  | –              |
| 2014 | „Tvôj hlas“ (ft. Dara Rolins)                                | –          | –                | 88                 | –          | –                | –                               | –                  | –              |